# ジル・ルメール
ジル・ルメール（Gilles Lemaire、1951年1月26日 - ）は、フランスの政治家。2003年から2005年まで緑の党の党首にあたる全国書記を務めた。
1969年統一社会党に入党。1977年左翼団体「極左行動」を経て、1982年フランス社会党に入党する。1992年社会党を離党し、1999年緑の党に入党し、2003年全国書記となる。